# کلیسای سانتو دومینگو (کیتو)
کلیسای سانتو دومینگو (به اسپانیایی: Iglesia de Santo Domingo) یکی از کلیساهای تاریخی شهر کیتو در اکوادور است. این کلیسا یکی از برجسته‌ترین معابد شهر است. جامعه مذهبی دومینیکن‌ها به همراه جامعه فرانسیسکن‌ها (کلیسای سن فرانسیسکو)، مسئول تلقین بومیان منطقه در دوره استعمار بودند. کلیسا اکنون جزئی از مرکز تاریخی کیتو است که در فهرست میراث جهانی در اکوادور ثبت می‌باشد. 